# Pasztory
Pasztory (ros. Пашторы) – wieś (dieriewnia) w Rosji, w Chanty-Mansyjskim Okręgu Autonomicznym, w rejonie biełojarskim. W 2021 liczyła 82 mieszkańców.